# Magyar némafilmek listája
Ebben a listában az 1901 és 1930-as évek között gyártott magyar némafilmeket gyűjtjük. Körülbelül hatszáz némafilm készült 1901-1930 között Magyarországon, s ennek nyolc százalékát őrzi 2010-ben a Magyar Nemzeti Filmarchívum, ami összesen 50 néma játékfilmet, valamint 35 játékfilm töredéket jelent.
| Ábécé szerinti tartalomjegyzék                                                                           |
| --- |
| A, Á B C Cs D Dz Dzs E, É F G Gy H I, Í J K L Ly M N Ny O, Ó Ö, Ő P Q R S Sz T Ty U, Ú Ü, Ű V W X Y Z Zs |

## A, Á
| Cím                          | Év   | Rendező                                                                          | Megjegyzés                   |
| ---------------------------- | ---- | -------------------------------------------------------------------------------- | ---------------------------- |
| Agyisten, Biri!              | 1927 | György István                                                                    |                              |
| Ágyú és harang               | 1915 | Pintér Imre                                                                      |                              |
| Akik életet cseréltek        | 1918 | Fekete Mihály                                                                    |                              |
| Akit ketten szeretnek        | 1915 | Kertész Mihály                                                                   |                              |
| Aladár a tűzoltónapon        | 1912 | Góth Sándor                                                                      |                              |
| Ali rózsáskertje             | 1913 | Damó Oszkár                                                                      | Az első egyórás magyar film. |
| Álarcosbál                   | 1918 | Deésy Alfréd                                                                     |                              |
| Az állatok barátja           | 1912 | Góth Sándor                                                                      |                              |
| Alpesi tragédia              | 1919 | Sugár Pál                                                                        |                              |
| Alraune                      | 1919 | Kertész Mihály, Fritz Ödön                                                       |                              |
| Az alvajáró                  | 1915 | Vendrey Ferenc                                                                   |                              |
| Ámor                         | 1919 | Deésy Alfréd                                                                     |                              |
| Andor                        | 1918 | Janovics Jenő                                                                    |                              |
| Anna Karenina                | 1918 | Garas Márton – Sz: Varsányi Irén, Kertész Dezső, Fenyvessy Emil, Margittai Gyula |                              |
| Az anya bűne                 | 1919 | Geröffy Béla                                                                     |                              |
| Az anyaszív                  | 1915 | Góth Sándor                                                                      |                              |
| Az apacsnő szerelme          | 1913 | báró Bornemissza Elemérné                                                        |                              |
| Aphrodité                    | 1918 | Deésy Alfréd                                                                     |                              |
| Az apostol                   | 1914 | Aczél Pál                                                                        |                              |
| Az aranyásó                  | 1914 | Kertész Mihály                                                                   |                              |
| Az aranyember                | 1918 | Korda Sándor                                                                     |                              |
| Az aranyhajú szfinx          | 1914 | Farkas Ferenc                                                                    |                              |
| Aranymadár                   | 1924 | Balogh Béla                                                                      |                              |
| Az aranyszemű hölgy          | 1920 | Márkus László                                                                    |                              |
| Árendás zsidó                | 1917 | Kertész Mihály                                                                   |                              |
| Árnyék a sátoron             | 1921 | Landesz Béla                                                                     |                              |
| Arséne Lupin utolsó kalandja | 1921 | Fejős Pál                                                                        |                              |
| Ártatlan vagyok              | 1916 | Janovics Jenő                                                                    |                              |
| Az áruház gyöngye            | 1921 | Altmayer István                                                                  |                              |
| Az asszonybosszú             | 1918 | Balogh Béla                                                                      |                              |
| Az asszonyfaló               | 1918 | Balogh Béla                                                                      |                              |
| Asszonyi eskü                | 1918 | Janovics Jenő                                                                    |                              |
| Átok vára                    | 1927 | Gál Endre, Vanicsek János                                                        |                              |
| Ave Caesar!                  | 1918 | Korda Sándor                                                                     |                              |

## B
| Cím                    | Év   | Rendező                     | Megjegyzés      |
| ---------------------- | ---- | --------------------------- | --------------- |
| A baba                 | 1919 | Balogh Béla                 |                 |
| Baccarat               | 1918 | Janovics Jenő               |                 |
| A Balaton leánya       | 1922 | Deésy Alfréd                |                 |
| A bánat asszonya       | 1916 | Kertész Mihály              |                 |
| Bánk bán               | 1915 | Kertész Mihály              |                 |
| A bánya titka I-II.    | 1918 | Uher Ödön, ifj.             |                 |
| Barbárok               | 1918 | Garas Márton                |                 |
| Barbosul               | 1923 | Salgó Géza                  |                 |
| Barlanglakók           | 1915 | Damó Oszkár                 |                 |
| Baumann Károly         | 1908 | ?                           | 65 m, rövidfilm |
| A becsapott újságíró   | 1914 | Korda Sándor- Zilahy Sándor |                 |
| A becstelen            | 1919 | Deésy Alfréd                |                 |
| Becstelen becsület     | 1919 | Geröffy J. Béla             |                 |
| A béke útja            | 1917 | Kertész Mihály              |                 |
| Benjámin karrierje     | 1912 | Góth Sándor                 |                 |
| Bernáték kikocsiznak   | 1912 | Góth Sándor                 |                 |
| Beszéljen a papájával  | 1922 | Balogh Béla                 |                 |
| A betörő               | 1919 | Deésy Alfréd                |                 |
| Bilincsbe vert folyam  | 1920 | Geröffy J. Béla             |                 |
| Bob herceg             | 1918 | Lázár Lajos                 |                 |
| Bolond Istók           | 1921 | Deésy Alfréd                |                 |
| A bosszú               | 1918 | Hintner Cornélius           |                 |
| A bostonville-i kaland | 1920 | Fenyő Emil                  |                 |
| A börzecézár           | 1918 | Lázár Lajos                 |                 |
| A börzekirály          | 1915 | Garas Márton                |                 |
| A bűvös palack         | 1912 | Góth Sándor                 |                 |

## C
| Cím                          | Év   | Rendező           | Megjegyzés |
| ---------------------------- | ---- | ----------------- | ---------- |
| Casanova                     | 1918 | Deésy Alfréd      |            |
| Cibere és a lópatkó banditák | 1923 | Altmayer István   |            |
| A cigány                     | 1925 | Forgács Antal     |            |
| A cigányleány                | 1918 | Hintner Cornélius |            |
| Ciklámen                     | 1916 | Korda Sándor      |            |
| A corneville-i harangok      | 1921 | Forgács Antal     |            |
| Cox és Box                   | 1915 | Garas Márton      |            |

## Cs
| Cím                            | Év   | Rendező                                                               | Megjegyzés |
| ------------------------------ | ---- | --------------------------------------------------------------------- | ---------- |
| A csábító                      | 1918 | Deésy Alfréd                                                          |            |
| Csak egy kislány van a világon | 1929 | Gaál Béla – Sz: Gazdy Aranka, Jávor Pál, Eggerth Márta, Pálffy György |            |
| Csak nővel ne!                 | 1924 | Gaál Béla                                                             |            |
| Csak semmi botrányt!           | 1915 | Deésy Alfréd                                                          |            |
| A csaplárné a betyárt szerette | 1917 | Janovics Jenő                                                         |            |
| A császár katonái              | 1918 | Balogh Béla                                                           |            |
| A csavargó                     | 1919 | ?                                                                     |            |
| A csempészkirály               | 1919 | Lajthay Károly                                                        |            |
| A csikós                       | 1913 | Góth Sándor                                                           |            |
| A csikós                       | 1917 | Pásztory Móric Miklós                                                 |            |
| Csikós élet a Hortobágyon      | 1908 | ?                                                                     | rövidfilm  |
| A Csitri                       | 1918 | Josef Stein                                                           |            |
| A csodadoktor                  | 1926 | Gaál Béla                                                             |            |
| A csodagyerek                  | 1921 | Korda Zoltán                                                          |            |
| Csókolj meg, édes!             | 1932 | Gaál Béla – Sz: Gaál Béla, Harsányi Zsolt, Vadnay László, Emőd Tamás  |            |
| Csonka és béna katonák között  | 1915 | Illés Jenő                                                            |            |
| A csöppség                     | 1919 | Josef Stein                                                           |            |
| A csúnya fiú                   | 1918 | Kertész Mihály                                                        |            |

## D
| Cím                    | Év   | Rendező        | Megjegyzés |
| ---------------------- | ---- | -------------- | ---------- |
| A dada                 | 1919 | Damó Oszkár    |            |
| Diadalmas élet         | 1923 | Gaál Béla      |            |
| Diána                  | 1920 | Deésy Alfréd   |            |
| Dódi karrierje         | 1915 | Bródy István   |            |
| A doktor úr            | 1916 | Kertész Mihály |            |
| Doktor Halál           | 1912 | Horkay Elemér  |            |
| Doktorok tragédiája    | 1918 | Fekete Mihály  |            |
| A dollárkirálynő lánya | 1913 | Janovics Jenő  |            |
| A dollárnéni           | 1917 | Lázár Lajos    |            |
| A dolovai nábob leánya | 1916 | Janovics Jenő  |            |
| Drakula halála         | 1921 | Lajthay Károly |            |
| Drágfy Éva             | 1913 | Rónai Dénes    |            |
| A drótostót            | 1918 | Lázár Lajos    |            |

## E, É
| Cím                       | Év   | Rendező           | Megjegyzés |
| ------------------------- | ---- | ----------------- | ---------- |
| Az egér                   | 1921 | Gellért Lajos     |            |
| Egri csillagok            | 1922 | Fejős Pál         |            |
| Egy az eggyel             | 1920 | Deésy Alfréd      |            |
| Egy csók története        | 1912 | Góth Sándor       |            |
| Egyenlőség                | 1918 | Balogh Béla       |            |
| Egy fejedelmi nap         | 1918 | Deésy Alfréd      |            |
| Egy fiúnak a fele         | 1924 | Bolváry Géza      |            |
| Az egyhúszasos lány       | 1923 | Uwe Jens Krafft   |            |
| Egy kalandor naplója      | 1920 | Uher Ödön, ifj.   |            |
| Egy krajcár története     | 1917 | Kertész Mihály    |            |
| Az egymillió fontos bankó | 1916 | Korda Sándor      |            |
| Éj és virradat            | 1919 | Uher Ödön, ifj.   |            |
| Éjféli találkozás         | 1915 | Garas Márton      |            |
| Éjjeli menedékhely        | 1917 | Deésy Alfréd      |            |
| Az éjszaka rabjai         | 1914 | Kertész Mihály    |            |
| Az elátkozott család      | 1917 | Carl Wilhelm      |            |
| Élet, halál, szerelem     | 1929 | Lázár Lajos       |            |
| Az élet királya           | 1918 | Deésy Alfréd      |            |
| Életmentő Fickó kutya     | 1920 | ?                 |            |
| Az elhagyottak            | 1925 | Forgács Antal     |            |
| Az elítélt                | 1916 | Garas Márton      |            |
| Elnémult harangok         | 1916 | Garas Márton      |            |
| Elnémult harangok         | 1922 | Balogh Béla       |            |
| Az elrabolt királyfi      | 1923 | Kertész Dezső     |            |
| Az elrabolt szerencse     | 1919 | Hintner Cornélius |            |
| Az estélyi ruha           | 1917 | Deésy Alfréd      |            |
| Éva                       | 1919 | Deésy Alfréd      |            |
| Az ezredes                | 1917 | Kertész Mihály    |            |
| Az ezresbankó             | 1917 | Deésy Alfréd      |            |
| Az ezüst kecske           | 1912 | Kertész Mihály    | rövidfilm  |
| Az ezüst kecske           | 1916 | Kertész Mihály    |            |

## F
| Cím                            | Év   | Rendező               | Megjegyzés |
| ------------------------------ | ---- | --------------------- | ---------- |
| Fabricius úr leánya            | 1917 | Carl Wilhelm          |            |
| A falu jegyzője                | 1920 | Damó Oszkár           |            |
| A falu rossza                  | 1915 | Pásztory Móric Miklós |            |
| A falusi kislány Pesten        | 1919 | Deésy Alfréd          |            |
| Falusi madonna                 | 1918 | Janovics Jenő         |            |
| Francillon                     | 1919 | Josef Stein           |            |
| Farsangi mámor                 | 1921 | Garas Márton          |            |
| Farkas                         | 1916 | Kertész Mihály        |            |
| Faun                           | 1917 | Korda Sándor          |            |
| Fedora vagy Fehér éjszakák     | 1916 | Korda Sándor          |            |
| Fehér éjszakák                 | 1916 | Korda Sándor          |            |
| Fehér galambok fekete városban | 1923 | Balogh Béla           |            |
| Fehér rózsa                    | 1919 | Korda Sándor          |            |
| Fejedelmi nap                  | 1918 | Deésy Alfréd          |            |
| A fekete amulett               | 1920 | Beöthy Zoltán         |            |
| Fekete gyémántok               | 1917 | Carl Wilhelm          |            |
| Fekete kapitány                | 1920 | Fejős Pál             |            |
| A fekete szivárvány            | 1916 | Kertész Mihály        |            |
| A feleség                      | 1918 | Janovics Jenő         |            |
| Féltestvérek                   | 1918 | Garas Márton          |            |
| Fixírozzák a feleségem         | 1914 | Fodor Aladár          |            |
| A fogadalom                    | 1920 | Geröffy Béla          |            |
| Fogat fogért                   | 1916 | ?                     |            |
| A föld embere                  | 1917 | Kertész Mihály        |            |
| A Föld halála                  | 1933 | Lénárd Endre          |            |
| A föld rabjai                  | 1917 | Békeffi László        |            |
| Füst                           | 1930 | Nagy István           |            |

## G
| Cím                                     | Év   | Rendező                               | Megjegyzés |
| --------------------------------------- | ---- | ------------------------------------- | ---------- |
| Gabi csínyei                            | 1919 | Várkonyi Mihály                       |            |
| Galathea                                | 1921 | Balogh Béla                           |            |
| A gazdag ember kabátja                  | 1912 | Krupka András (Kovács K. Andor néven) |            |
| A gazdag szegények                      | 1917 | ?                                     |            |
| A gazember                              | 1922 | György István                         |            |
| A gólyakalifa                           | 1917 | Korda Sándor                          |            |
| A gőg                                   | 1918 | Josef Stein                           |            |
| Göre Gábor bíró úr kalandjai Budapesten | 1913 | Damó Oszkár                           |            |
| Göre Marcsa lakodalma                   | 1913 | Damó Oszkár                           |            |
| Gróf Mefisztó                           | 1920 | Garamszeghy Sándor                    |            |
| Gróf Monte Christo                      | 1918 | Kertész Mihály                        |            |
| A grófnő betörői                        | 1916 | Illés Jenő                            |            |
| Gül baba                                | 1918 | Lázár Lajos                           |            |

## Gy
| Cím                                      | Év   | Rendező         | Megjegyzés |
| ---------------------------------------- | ---- | --------------- | ---------- |
| A gyanú                                  | 1917 | Garas Márton    |            |
| A gyémánt nyakék avagy A végzetes nyakék | 1912 | Uher Ödön, ifj. |            |
| A gyerekasszony                          | 1922 | Deésy Alfréd    |            |
| Gyermekszív                              | 1920 | Balogh Béla     |            |
| Gyimesi vadvirág                         | 1921 | Forgács Antal   |            |
| A gyónás szentsége                       | 1916 | Janovics Jenő   |            |
| A gyufa                                  | 1918 | Garas Márton    |            |
| A Gyurkovics leányok                     | 1918 | Fekete Mihály   |            |

## H
| Cím                               | Év   | Rendező               | Megjegyzés |
| --------------------------------- | ---- | --------------------- | ---------- |
| A hadikölcsön                     | 1917 | Deésy Alfréd          |            |
| A hadtestparancsnok               | 1916 | Mérei Adolf           |            |
| Halálcsengő avagy A lengyel zsidó | 1917 | Kertész Mihály        | elveszett  |
| A halálítélet                     | 1917 | Justitz Emil          |            |
| Halálos csönd                     | 1918 | Balogh Béla           |            |
| A halál után                      | 1920 | Deésy Alfréd          |            |
| A halász leánya                   | 1912 | Góth Sándor           |            |
| Halcyone                          | 1919 | Deésy Alfréd          |            |
| A halhatatlan asszony             | 1917 | Békeffy László        |            |
| A halott szerelme                 | 1922 | ?                     |            |
| Ha megfújják a trombitát          | 1922 | Deésy Alfréd          |            |
| Hány óra Zsuzsi                   | 1930 | Kovács Gusztáv        |            |
| A három árva                      | 1923 | Forgács Antal         |            |
| Három Csehov novella              | 1916 | Nádas Sándor          |            |
| Három hét                         | 1917 | Garas Márton          |            |
| Három pár facipő                  | 1918 | Luis Neher            |            |
| A három pofon                     | 1923 | Lajtay Károly         |            |
| Harrison és Barrison              | 1917 | Korda Sándor          |            |
| Havasi Magdolna                   | 1915 | Garas Márton          |            |
| Havasi szerelem                   | 1918 | Hintner Cornélius     |            |
| A haza oltára                     | 1917 | Pásztory Móric Miklós |            |
| Házasodik az anyósom              | 1916 | Willy Karfiol         |            |
| Házasodik az uram                 | 1913 | Kertész Mihály        | elveszett  |
| Házasság a Lipótvárosban          | 1916 | Illés Jenő            |            |
| Hazudik a muzsikaszó              | 1924 | György István         |            |
| A hazugság                        | 1918 | Uher Ödön, ifj.       |            |
| Hegyek alján                      | 1920 | Balogh Béla           |            |
| A hercegnő pongyolája             | 1914 | Kertész Mihály        | elveszett  |
| A hetedik fátyol                  | 1927 | Vanicsek János        |            |
| Hétszáz éves szerelem             | 1922 | Garas Márton          |            |
| A hieroglifák titka avagy Múmia   | 1917 | Garas Márton          |            |
| Hivatalnok urak                   | 1918 | Balogh Béla           |            |
| A hódító huszárok                 | 1915 | Deésy Alfréd          |            |
| Hófehérke                         | 1917 | Garas Márton          |            |
| Hol a gyerek?                     | 1918 | Geröffy Béla          |            |
| A holdkóros                       | 1912 | Herrmann Miksa        |            |
| Hollandi szív                     | 1924 | Deésy Alfréd          |            |
| Holnap kezdődik az élet           | 1924 | Forgács Antal         |            |
| Hotel Imperial                    | 1917 | Janovics Jenő         |            |
| Hőseink diadalútja                | 1915 | Illés Jenő            |            |

## I, Í
| Cím                              | Év   | Rendező         | Megjegyzés |
| -------------------------------- | ---- | --------------- | ---------- |
| Ifjabb Fromont és idősebb Risler | 1919 | Szőreghy Gyula  |            |
| Az iglói diákok                  | 1918 | Faragó Rezső    |            |
| Az ikrek                         | 1918 | Lajthay Károly  |            |
| Az ingovány                      | 1918 | Uher Ödön, ifj. |            |
| Az impresszárió                  | 1918 | Lázár Lajos     |            |
| Az Isten fia és az ördög fia     | 1918 | Lázár Lajos     |            |
| Isten hozzád, szerelem!          | 1919 | Deésy Alfréd    |            |
| Az ittas kerékpáros              | 1908 | ?               | rövidfilm  |
| Izrael                           | 1918 | Balogh Béla     |            |

## J
| Cím                  | Év   | Rendező           | Megjegyzés |
| -------------------- | ---- | ----------------- | ---------- |
| Jancsi bohóc         | 1920 | Morgenroth Károly |            |
| János vitéz          | 1916 | Illés Jenő        |            |
| János vitéz          | 1924 | Deésy Alfréd      |            |
| Játék a sorssal      | 1921 | Balogh Béla       |            |
| Jehova               | 1918 | Forgács Antal     |            |
| Jeruzsálem           | 1918 | Lázár Lajos       |            |
| Jobb erkölcsöket     | 1916 | Illés Jenő        |            |
| Jobbra én, balra te  | 1918 | Lázár Lajos       |            |
| Jó éjt, Muki!        | 1915 | Garas Márton      |            |
| Jól sikerült uzsonna | ?    | ?                 |            |
| Jóslat               | 1920 | Fejős Pál         |            |
| Jön a rozson át      | 1920 | Balogh Béla       |            |
| Jön az öcsém         | 1919 | Kertész Mihály    |            |
| Júdás                | 1918 | Kertész Mihály    |            |
| Júdás fiai           | 1920 | Uher Ödön, ifj.   |            |
| Júlia                | 1918 | Deésy Alfréd      |            |
| Júlia kisasszony     | 1919 | Lajthay Károly    |            |
| Juszt is megnősülök  | 1927 | György István     |            |

## K
| Cím                                            | Év   | Rendező                              | Megjegyzés |
| ---------------------------------------------- | ---- | ------------------------------------ | ---------- |
| Kacagó asszony                                 | 1930 | Hegedűs Tibor                        |            |
| A kancsuka hazájában                           | 1918 | Fekete Mihály                        |            |
| Kard és eke                                    | 1918 | Luis Ralph                           |            |
| Karenina Anna                                  | 1918 | Garas Márton                         |            |
| Károly-bakák                                   | 1918 | Pásztory Móric Miklós – Korda Sándor |            |
| A karthausi                                    | 1916 | Kertész Mihály                       |            |
| Katonabecsület                                 | 1915 | Hans Bernhard                        |            |
| A keresztes vitézek                            | 1922 | Garas Márton                         |            |
| A keselyű                                      | 1921 | Felix Vanyl                          |            |
| Keserű szerelem avagy Hunyadi János            | 1912 | Góth Sándor                          |            |
| A kétarcú asszony                              | 1920 | Bolváry Géza                         |            |
| A két árva                                     | 1920 | Janovics Jenő                        |            |
| A két és fél jómadár                           | 1923 | Deésy Alfréd                         |            |
| A kétlelkű asszony                             | 1917 | Pásztory Móric Miklós                |            |
| A kétszívű férfi                               | 1916 | Korda Sándor                         |            |
| Kettős álarc alatt                             | 1918 | Hintner Cornélius                    |            |
| Ki a győztes?                                  | 1919 | Deésy Alfréd                         |            |
| A kis bimbó                                    | 1922 | György István                        |            |
| A kis Cia katonái                              | 1922 | Balogh Béla                          |            |
| A kis gézengúz                                 | 1916 | Deésy Alfréd                         |            |
| A kis hős                                      | 1926 | Letzter József                       |            |
| A kis lord                                     | 1918 | Antalffy Sándor                      | 26 perc    |
| A kis rongyos                                  | 1923 | Forgács Antal                        |            |
| A kivándorló                                   | 1918 | Luis Neher                           |            |
| Kóbor cigányok élete – A dánosi rablógyilkosok | 1908 | ? 2 x 120 perc                       |            |
| A koldusgróf                                   | 1917 | Balogh Béla                          |            |
| Komédiás szívek                                | 1922 | Deésy Alfréd                         |            |
| Konstantinápolytól Bagdadig                    | 1915 | ?                                    |            |
| A kormánybiztos                                | 1919 | Lajthay Károly                       |            |
| A kormányzó                                    | 1915 | Garas Márton                         |            |
| A kölcsönkért csecsemők                        | 1914 | Kertész Mihály                       |            |
| A könnyelmű asszony                            | 1916 | Deésy Alfréd                         |            |
| A kuruzsló                                     | 1917 | Kertész Mihály                       |            |
| Kutató Sámuel                                  | 1919 | Garas Márton                         |            |
| A kutyamosó                                    | 1924 | Deésy Alfréd                         |            |
| Küzdelem a boldogságért                        | ?    | Paul Guilmans                        |            |
| Küzdelem a létért                              | 1918 | Deésy Alfréd                         |            |
| Küzdelem a múlttal                             | 1917 | Garas Márton                         |            |
| Krausz doktor a vérpadon                       | 1913 | Kertész Mihály                       |            |

## L
| Cím                    | Év   | Rendező                              | Megjegyzés |
| ---------------------- | ---- | ------------------------------------ | ---------- |
| Lady Violetta          | 1922 | Geröffy J. Béla                      |            |
| A lavina               | 1918 | Deésy Alfréd                         |            |
| Lavina                 | 1922 | Balogh Béla                          |            |
| A leányasszony         | 1919 | Deésy Alfréd                         |            |
| Leánybecsület          | 1923 | Lajthay Károly                       |            |
| Leányfurfang           | 1915 | Janovics Jenő                        |            |
| Lányok lovagja         | 1920 | Balogh Béla                          |            |
| Leányvásár             | 1918 | Forgács Antal                        |            |
| A legnagyobb bűn       | 1919 | Garas Márton                         |            |
| A lélekidomár          | 1919 | Garas Márton                         |            |
| A léleklátó sugár      | 1918 | Deésy Alfréd                         |            |
| A lélek órása          | 1923 | Balogh Béla                          |            |
| A lelkiismeret         | 1920 | Damó Oszkár                          |            |
| Lengyelvér I-II.       | 1920 | Balogh Béla                          |            |
| Leoni Leo              | 1917 | Deésy Alfréd                         |            |
| A leopárd              | 1917 | Deésy Alfréd                         |            |
| A levágott kéz         | 1921 | Lajthay Károly                       |            |
| Lidércnyomás – Jóslat  | 1920 | Fejős Pál                            |            |
| Lila test, sárga sapka | 1918 | Janovics Jenő                        |            |
| Lili                   | 1918 | Hintner Cornélius                    |            |
| Lilike kalandjai       | 1921 | Deésy Alfréd                         |            |
| Liliom                 | 1919 | Kertész Mihály                       |            |
| Liliomfi               | 1915 | Janovics Jenő                        |            |
| Link és Fink           | 1927 | Gaál Béla                            |            |
| Little Fox             | 1920 | Garas Márton                         |            |
| Lobogó vér (Átokvára)  | 1918 | Lajthay Károly                       |            |
| A loodwodi árva        | 1920 | Balogh Béla                          |            |
| Lotti ezredesei        | 1916 | Peter Paul                           |            |
| Lu, a kokott           | 1918 | Kertész Mihály                       |            |
| Lubaczow ostroma       | 1914 | ?                                    |            |
| Lúdas Matyi            | 1922 | Deésy Alfréd                         |            |
| Lulu                   | 1918 | Kertész Mihály                       |            |
| Luxemburg grófja       | 1918 | Forgács Antal                        |            |
| Lyon Lea               | 1915 | Korda Sándor – Pásztory Móric Miklós |            |

## M
| Cím                                               | Év   | Rendező                                                              | Megjegyzés |
| ------------------------------------------------- | ---- | -------------------------------------------------------------------- | ---------- |
| Ma és holnap                                      | 1912 | Kertész Mihály                                                       |            |
| Mackó úr kalandjai                                | 1921 | Deésy Alfréd                                                         |            |
| Magándetektív                                     | 1920 | ?                                                                    |            |
| Magas diplomácia                                  | 1918 | Balogh Béla                                                          |            |
| Mágia                                             | 1917 | Korda Sándor                                                         |            |
| Mágnás Miska                                      | 1916 | Korda Sándor                                                         |            |
| A magyar föld ereje                               | 1916 | Kertész Mihály                                                       |            |
| A magyar nemzeti színház múltja, jelene és jövője | 1928 | ?                                                                    |            |
| Maki állást vállal                                | 1916 | Balogh Béla                                                          |            |
| Maki, a szoknyavadász                             | 1916 | ?                                                                    |            |
| Makkhetes                                         | 1916 | Kertész Mihály                                                       |            |
| Mancika                                           | 1918 | ?                                                                    |            |
| A marhakereskedő                                  | 1913 | Góth Sándor                                                          |            |
| Mária                                             | 1917 | Korda Sándor                                                         |            |
| Mária nővér                                       | 1929 | Forgács Antal                                                        |            |
| Mária Terézia                                     | 1918 | Justitz Emil                                                         |            |
| Marion Delorme                                    | 1919 | Hinter Cornelius                                                     |            |
| Márta                                             | 1913 | Uher Ödön, ifj.                                                      |            |
| Mary Ann                                          | 1918 | Korda Sándor                                                         |            |
| Masamód                                           | 1920 | Márkus László                                                        |            |
| Máté gazda és a törpék                            | 1919 | Aczél Pál                                                            |            |
| Max és Móric a turfon                             | 1908 | ?                                                                    | rövidfilm  |
| A medikus                                         | 1918 | Janovics Jenő                                                        |            |
| A megbélyegzett                                   | 1918 | Janovics Jenő                                                        |            |
| Megbűvöltek (Katalin)                             | 1921 | Gál Gyula                                                            |            |
| A megfagyott gyermek                              | 1922 | Balogh Béla                                                          |            |
| Méltóságos rabasszony                             | 1916 | Janovics Jenő                                                        |            |
| Mesék az írógépről                                | 1916 | Korda Sándor                                                         |            |
| Meseország                                        | 1922 | Bolváry Géza                                                         |            |
| Mici-Maca                                         | 1917 | Deésy Alfréd                                                         |            |
| Midas király                                      | 1918 | Deésy Alfréd                                                         |            |
| Mire megvénülünk I-II.                            | 1916 | Uher Ödön, ifj. – Első egész estés (3000 m, kb. 2 órás) magyar film. |            |
| Monna Vanna                                       | 1916 | Illés Jenő                                                           |            |
| Mozibolond                                        | 1922 | Balogh Béla                                                          |            |
| Mozikirály                                        | 1913 | Kertész Mihály                                                       |            |
| Mr. Shenki                                        | 1924 | Deésy Alfréd                                                         |            |
| Múlt és jövő                                      | 1922 | Lakner Artúr                                                         |            |
| A munkászubbony                                   | 1915 | Bródy István                                                         |            |
| A művészet diadalútja (Lehár)                     | 1918 | Justitz Emil                                                         |            |

## N
| Cím                             | Év   | Rendező           | Megjegyzés                       |
| ------------------------------- | ---- | ----------------- | -------------------------------- |
| Naftalin                        | 1927 | Metzner Ernő      |                                  |
| A nagymama                      | 1916 | Korda Sándor      | Blaha Lujza egyetlen filmszerepe |
| A nagy tévedés                  | 1913 | Raymund Pellegrin |                                  |
| A nagyúr                        | 1917 | Deésy Alfréd      |                                  |
| Náni                            | 1921 | Deésy Alfréd      |                                  |
| Nantas                          | 1919 | Balogh Béla       |                                  |
| A nap leánya                    | 1909 | ?                 | rövidfilm                        |
| A nap lelke                     | 1920 | Beőthy Zoltán     |                                  |
| A nap lovagja                   | 1918 | Hintner Cornélius |                                  |
| A napraforgós hölgy             | 1918 | Kertész Mihály    |                                  |
| Nászdal                         | 1917 | Deésy Alfréd      |                                  |
| Nebántsvirág                    | 1918 | Hintner Cornélius |                                  |
| A népfölkelő                    | 1914 | Pintér Imre       |                                  |
| A nevető Szaszkia               | 1916 | Korda Sándor      |                                  |
| A névtelen asszony              | 1918 | Janovics Jenő     |                                  |
| Névtelen vár                    | 1920 | Garas Márton      |                                  |
| New-York expressz-kábel         | 1921 | Garas Márton      |                                  |
| Nick Winter négy új kalandja    | 1920 | Paul Garbagni     |                                  |
| A Noszty fiú esete Tóth Marival | 1928 | Bolváry Géza      |                                  |
| Nőstényfarkas                   | 1918 | Garas Márton      |                                  |
| Nővérek                         | 1912 | Uher Ödön, ifj.   |                                  |
| A nővérek                       | 1918 | Deésy Alfréd      |                                  |

## Ny
| Cím                   | Év   | Rendező     | Megjegyzés |
| --------------------- | ---- | ----------- | ---------- |
| Nyomozom a detektívet | 1922 | Balogh Béla |            |

## O, Ó
| Cím                                    | Év   | Rendező         | Megjegyzés |
| -------------------------------------- | ---- | --------------- | ---------- |
| Az obsitos                             | 1917 | Balogh Béla     |            |
| O'Hara                                 | 1920 | Uher Ödön, ifj. |            |
| Az óhaza                               | 1920 | Márkus László   |            |
| Ocskay Brigadéros                      | 1918 | Kertész Mihály  |            |
| Olavi, az elvarázsolt hercegkisasszony | 1920 | Lajthay Károly  |            |
| Az orvos titka                         | 1930 | Hegedűs Tibor   |            |

## Ö, Ő
| Cím                        | Év   | Rendező           | Megjegyzés |
| -------------------------- | ---- | ----------------- | ---------- |
| Őfelsége, a király nevében | 1918 | ?                 |            |
| Őfensége inkognitóban      | 1922 | Deésy Alfréd      |            |
| Az önkéntes tűzoltó        | 1918 | ?                 |            |
| Az ördög                   | 1918 | Kertész Mihály    |            |
| Az ördög hegedűse          | 1921 | Lázár Lajos       |            |
| Az ördög mátkája           | 1926 | Forgács Antal     |            |
| Őrház a Kárpátokban        | 1914 | Korda Sándor      |            |
| Az őrszem                  | 1924 | Balogh Béla       |            |
| Az örvény                  | 1920 | ?                 |            |
| Az ősasszony               | 1919 | Lajthay Károly    |            |
| Az ősember                 | 1917 | Hintner Cornélius |            |
| Őszi vihar                 | 1918 | Lázár Lajos       |            |
| Az ötödik osztály          | 1920 | Balogh Béla       |            |

## P
| Cím                                                      | Év   | Rendező                               | Megjegyzés                                       |
| -------------------------------------------------------- | ---- | ------------------------------------- | ------------------------------------------------ |
| Paci kalandjai                                           | 1915 | ?                                     | öt kisfilm                                       |
| Palika                                                   | 1918 | Janovics Jenő                         |                                                  |
| Pál utcai fiúk                                           | 1917 | Balogh Béla                           |                                                  |
| Pál utcai fiúk                                           | 1924 | Balogh Béla                           |                                                  |
| Pán                                                      | 1920 | Fejős Pál                             |                                                  |
| A papagáj                                                | 1918 | Garas Márton                          |                                                  |
| A paradicsom                                             | 1915 | Kertész Mihály                        |                                                  |
| Párizs királya                                           | 1918 | Lázár Lajos                           |                                                  |
| A páter és a Péter                                       | 1912 | Góth Sándor                           |                                                  |
| Páter Sebastian                                          | 1926 | Deésy Alfréd                          | a cenzúra 1200 m újraforgatása után engedélyezte |
| Pax vobiscus                                             | 1920 | Damó Oszkár                           | a cenzúra betiltotta                             |
| A peleskei nótárius                                      | 1916 | Janovics Jenő – Pásztory Móric Miklós |                                                  |
| Péntek este                                              | 1921 | Deésy Alfréd                          |                                                  |
| A pénz                                                   | 1919 | Pallós Sándor                         |                                                  |
| Pesti csibészek Párizsban                                | 1924 | Deésy Alfréd                          |                                                  |
| A pesti riporter (Tüzet kérek)                           | 1912 | Fodor Aladár                          |                                                  |
| Petőfi                                                   | 1922 | Deésy Alfréd                          |                                                  |
| Petőfi-dalciklus                                         | 1916 | Janovics Jenő                         |                                                  |
| Pikk dáma                                                | 1921 | Fejős Pál                             |                                                  |
| A piros bugyelláris                                      | 1916 | Pásztory Móric Miklós                 |                                                  |
| Professzor Satanell                                      | 1917 | Justitz Emil                          |                                                  |
| Pufi cipőt vesz                                          | 1914 | Tábori Kornél                         |                                                  |
| Pufi – Hogyan lett ünnepelt hős egy jámbor pesti férjből | 1914 | Fodor Aladár                          |                                                  |

## R
| Cím                              | Év   | Rendező               | Megjegyzés |
| -------------------------------- | ---- | --------------------- | ---------- |
| Rablélek                         | 1913 | Kertész Mihály        |            |
| A rablólovag                     | 1917 | ?                     |            |
| Rabmadár avagy Éjféltől hajnalig | 1929 | Sugár Pál             |            |
| Radmirov Katalin                 | 1917 | Deésy Alfréd          |            |
| Rang és mód                      | 1918 | Balogh Béla           |            |
| Raszkolnikow                     | 1916 | Deésy Alfréd          |            |
| A régiséggyűjtő                  | 1917 | Deésy Alfréd          |            |
| A rejtély                        | 1916 | Willy Karfiol         |            |
| A riporterkirály                 | 1917 | Pásztory Móric Miklós |            |
| Romlott emberek közt             | 1915 | Illés Jenő            |            |
| Rongyosok                        | 1926 | Gaál Béla             |            |
| A rög                            | 1920 | Gerőffy Béla          |            |

## S
| Cím                    | Év   | Rendező                  | Megjegyzés |
| ---------------------- | ---- | ------------------------ | ---------- |
| A sakkjáték őrültje    | 1909 | Nagy Endre               |            |
| Sapphó                 | 1919 | Garas Márton             |            |
| Sarah grófnő           | 1918 | Janovics Jenő            |            |
| Sárga árnyék           | 1920 | Garas Márton             |            |
| Sárga csikó            | 1913 | Janovics Jenő            |            |
| Sárga liliom           | 1914 | Felix Vanyl              |            |
| Sehonnai               | 1918 | Deésy Alfréd             |            |
| Se ki, se be           | 1919 | Korda Sándor             |            |
| Selim Nono             | 1918 | Lázár Lajos              |            |
| A Senki fia            | 1917 | Kertész Mihály           |            |
| Sergius Panin          | 1918 | Janovics Jenő            |            |
| Simon Judit            | 1915 | Mérei Adolf              |            |
| Siófoki történet       | 1917 | Deésy Alfréd             |            |
| A síron túl            | 1923 | Renato Bullo del Torchio |            |
| A Skorpió I.           | 1918 | Kertész Mihály           |            |
| A Skorpió II.          | 1918 | Kertész Mihály           |            |
| Soha többé, mindörökké | 1916 | Mérei Adolf              |            |
| A sors ökle            | 1918 | Hintner Cornélius        |            |
| A sphynx               | 1918 | Balogh Béla              |            |
| Sugárka                | 1921 | Balogh Béla              |            |
| Sundal                 | 1918 | Lajthay Károly           |            |
| A suszterherceg        | 1914 | ?                        |            |

## Sz
| Cím                       | Év   | Rendező               | Megjegyzés |
| ------------------------- | ---- | --------------------- | ---------- |
| A szabadkai dráma         | 1909 | Zsitkovszky Béla      |            |
| Szamárbőr                 | 1918 | Uher Ödön, ifj.       |            |
| A száműzött               | 1920 | Várkonyi Mihály       |            |
| Száll a nóta              | 1929 | György István         |            |
| A százezer koronás ruha   | 1918 | Garas Márton          |            |
| Székelyvér                | 1922 | Deésy Alfréd          |            |
| A Szentmihály             | 1920 | Balogh Béla           |            |
| A szentjóbi erdő titka    | 1917 | Kertész Mihály        |            |
| Szent Péter esernyője     | 1917 | Korda Sándor          |            |
| Szenzáció                 | 1922 | Fejős Pál             |            |
| Szép Ilonka               | 1920 | Forgács Antal         |            |
| Szer a szerelem ellen     | 1918 | Sugár Pál             |            |
| Szerbia hadat üzen        | 1914 | ?                     | rövidfilm  |
| A szerecsen királyfi      | 1918 | Gábor Jenő            |            |
| A szerelem bolondjai      | 1917 | Carl Wilhelm          |            |
| A szerelem haláltusája    | 1918 | Janovics Jenő         |            |
| A szerelem mindent legyőz | 1920 | Márkus László         |            |
| A szerencse fia           | 1916 | Garas Márton          |            |
| A szerető                 | 1918 | Garas Márton          |            |
| A szerzetes               | 1918 | Janovics Jenő         |            |
| A szeszély                | 1918 | Josef Stein           |            |
| A színésznő               | 1920 | Forgács Antal         |            |
| A szív tévedései          | 1919 | Deésy Alfréd          |            |
| A szobalány               | 1916 | Mérei Adolf           |            |
| A szobor                  | 1919 | Sugár Pál             |            |
| A szökevények             | 1918 | Sugár Pál             |            |
| A szökött katona          | 1914 | Pásztory Móric Miklós |            |
| Szulamit                  | 1916 | Illés Jenő            |            |
| A szürkeruhás hölgy       | 1920 | Deésy Alfréd          |            |

## T
| Cím                                                         | Év   | Rendező                                                                       | Megjegyzés |
| ----------------------------------------------------------- | ---- | ----------------------------------------------------------------------------- | ---------- |
| Tájfun                                                      | 1918 | Lázár Lajos                                                                   |            |
| Tamás úrfi kalandjai                                        | 1918 | Kürthy György                                                                 |            |
| A táncz                                                     | 1901 | Zsitkovszky Béla – Sz: Márkus Emília, Blaha Lujza, Nirschy Emília, Nike Linda |            |
| A tánczosnő                                                 | 1918 | Garas Márton                                                                  |            |
| A tanítónő                                                  | 1917 | Janovics Jenő                                                                 |            |
| A tata mint dada                                            | 1912 | Góth Sándor                                                                   |            |
| Tatárjárás                                                  | 1917 | Kertész Mihály                                                                |            |
| Tavasz a télben                                             | 1917 | Kertész Mihály                                                                |            |
| Tavasz a viharban                                           | 1929 | György István                                                                 |            |
| Tavaszi szerelem                                            | 1921 | Bolváry Géza                                                                  |            |
| Tavaszi vihar                                               | 1918 | Deésy Alfréd                                                                  |            |
| Tegnap                                                      | 1919 | Lázár Lajos                                                                   |            |
| Teherán gyöngye                                             | 1919 | Hintner Cornélius                                                             |            |
| A tehetségtelen gazember, avagy suszter maradj a kaptafánál | 1909 | ?                                                                             | rövidfilm  |
| A tékozló fiú                                               | 1919 | Pásztori Móric Miklós                                                         |            |
| A testőr                                                    | 1918 | Antalffy Sándor                                                               |            |
| Tetemrehívás                                                | 1915 | Garas Márton                                                                  |            |
| Tilos a csók                                                | 1919 | Balogh Béla                                                                   |            |
| Tilos a gyerek                                              | 1919 | Geröffy J. Béla                                                               |            |
| Timár Liza                                                  | 1918 | Luis Neher                                                                    |            |
| A tisztesség nevében                                        | 1920 | Fenyő Emil                                                                    |            |
| A tiszti kardbojt                                           | 1915 | Korda Sándor                                                                  |            |
| A tizennegyedik I-II.                                       | 1920 | Balogh Béla                                                                   |            |
| A tolonc                                                    | 1914 | Kertész Mihály – Sz: Jászai Mari, Várkonyi Mihály                             |            |
| A toprini nász                                              | 1917 | Balogh Béla                                                                   |            |
| A tryton                                                    | 1917 | Deésy Alfréd                                                                  |            |
| A tűz                                                       | 1917 | Deésy Alfréd                                                                  |            |
| Tüzet kérek (A pesti riporter)                              | 1912 | Fodor Aladár                                                                  |            |
| Tűzpróba                                                    | 1918 | Lázár Lajos                                                                   |            |
| Twist Olivér                                                | 1919 | Garas Márton                                                                  |            |

## Ty
| Cím             | Év   | Rendező      | Megjegyzés |
| --------------- | ---- | ------------ | ---------- |
| Tyutyu és Totyó | 1915 | Korda Sándor |            |

## U, Ú
| Cím                   | Év   | Rendező                                                       | Megjegyzés |
| --------------------- | ---- | ------------------------------------------------------------- | ---------- |
| Udvari levegő         | 1918 | Balogh Béla                                                   |            |
| Újjászületés          | 1920 | Deésy Alfréd                                                  |            |
| Az újpesti bankrablás | 1908 | ?                                                             | rövidfilm  |
| Újraélők              | 1920 | Fejős Pál                                                     |            |
| Az újszülött apa      | 1916 | Illés Jenő                                                    |            |
| Úri banditák          | 1919 | Josef Stein                                                   |            |
| Uriel Acosta          | 1919 | Lázár Lajos                                                   |            |
| Az utolsó bohém       | 1913 | Kertész Mihály – Sz: Nyárai Antal, Thury Elemér, Bodonyi Béla |            |
| Az utolsó éjszaka     | 1917 | Janovics Jenő                                                 |            |
| Az utolsó hajnal      | 1918 | Kertész Mihály                                                |            |

## Ü, Ű
| Cím          | Év   | Rendező      | Megjegyzés |
| ------------ | ---- | ------------ | ---------- |
| Az üzlettárs | 1917 | Deésy Alfréd |            |

## V
| Cím                                | Év   | Rendező                      | Megjegyzés |
| ---------------------------------- | ---- | ---------------------------- | ---------- |
| A vadorzó                          | 1918 | Janovics Jenő                |            |
| A vágy                             | 1917 | Fekete Mihály                |            |
| Váljunk el!                        | 1916 | ?                            |            |
| Varázskeringő                      | 1918 | Kertész Mihály               |            |
| A vasgyáros                        | 1917 | Janovics Jenő                |            |
| Vaskereszt                         | 1914 | Richard Oswald               |            |
| Vasúti szerencsétlenség Budapesten | 1908 | ?                            | rövidfilm  |
| A végrendelet                      | 1918 | Deésy Alfréd                 |            |
| Végszó                             | 1920 | Pásztori Móric Miklós        |            |
| A végzetes nyakék                  | 1913 | Uher Ödön, ifj.              |            |
| A vén bakancsos és fia, a huszár   | 1917 | Fekete Mihály                |            |
| A vengerkák                        | 1917 | Balogh Béla                  |            |
| Vergődő szívek                     | 1916 | Korda Sándor – Janovics Jenő |            |
| Veszélyben a pokol                 | 1921 | Balogh Béla                  |            |
| Víg egyveleg, avagy Pufi és társai | 1914 | Tábori Kornél                |            |
| Víg özvegy                         | 1912 | Góth Sándor                  |            |
| A víg özvegy                       | 1918 | Kertész Mihály               |            |
| Vigyázat, törékeny!                | 1915 | Góth Sándor                  |            |
| Vihar után                         | 1918 | Sugár Pál                    |            |
| A világ csak hangulat              | 1916 | Illés Jenő                   |            |
| Viola, az alföldi haramia          | 1920 | Damó Oszkár                  |            |
| Vita Nuova                         | 1920 | Balogh Béla                  |            |
| Vorrei morir                       | 1918 | Lajthay Károly               |            |
| A vörösbegy                        | 1921 | Gaál Béla                    |            |
| A vörös kérdőjel                   | 1918 | Balogh Béla                  |            |
| A Vörös Sámson                     | 1917 | Kertész Mihály               |            |

## W
| Cím         | Év   | Rendező      | Megjegyzés |
| ----------- | ---- | ------------ | ---------- |
| Willy Drill | 1922 | Lakner Artúr |            |

## Y
| Cím    | Év   | Rendező      | Megjegyzés |
| ------ | ---- | ------------ | ---------- |
| Yamata | 1919 | Korda Sándor |            |

## Z
| Cím          | Év   | Rendező        | Megjegyzés |
| ------------ | ---- | -------------- | ---------- |
| Zoárd mester | 1917 | Kertész Mihály |            |

## Zs
| Cím                  | Év   | Rendező        | Megjegyzés |
| -------------------- | ---- | -------------- | ---------- |
| Zsuzsánna és a vének | 1928 | Rajháti Vilmos |            |

## #
| Cím                             | Év   | Rendező        | Megjegyzés |
| ------------------------------- | ---- | -------------- | ---------- |
| 99 avagy A 99-es számú bérkocsi | 1918 | Kertész Mihály |            |
| A 111-es                        | 1919 | Korda Sándor   |            |
| A 100.000 koronás ruha          | 1918 | Garas Márton   |            |
| A 2000 éves férfi               | 1912 | Fodor Aladár   |            |
| A 300 éves ember                | 1914 | Fodor Aladár   |            |